# 블랙 도브
《블랙 도브》(영어: Black Doves)는 넷플릭스에서 2024년 12월 공개된 영국의 첩보 스릴러 드라마이다.

## 배역

### 주연
- 키이라 나이틀리 – 헬렌 웹
- 벤 위쇼 – 샘 영
- 세라 랭커셔 – 리드

### 조연
- 앤드류 버컨 – 월러스 웹
- 앤드류 코지 – 제이슨 데이비스
- 오마리 더글러스 – 마이클
- 샘 트라우턴 – 스티븐 야릭
- 엘라 릴리 하일랜드 – 윌리엄스
- 이사벨라 웨이 – 카이밍
- 애덤 실버 – 아니
- 네이선 스튜어트 재럿 – 잭
- 해나 칼리크브라운 – 매기
- 토마스 쿰스 – 필립
- 리지 호플리 – 베스
- 아그네스 오케이시 – 다니
- 타이 인 찬 – 우 린
- 샬럿 라이스폴리 – 자클린 웹
- 테일러 설리번 – 올리버 "올리" 웹
- 몰리 체스워스 – 마리
- 케니 은우수 – 빌
- 캐스린 헌터 – 레니 라인스
- 가브리엘 크리비 – 엘레너
- 파파 에세이두 – 엘모어 피치
- 루처 포드 – 헥터 뉴먼
- 아딜 아크타르 – 리처드 이브스 총리
- 트레이시 울먼 – 알렉스 클라크
- 핀 베넷 –콜 앳우드
- 단 리 – 창 하오